# Non c'è (singolo Edoardo Bennato)
Non c'è è un singolo del cantautore italiano Edoardo Bennato pubblicato il 30 ottobre 2020 come secondo estratto dal ventesimo omonimo album in studio.